# Eiskunstlauf-Europameisterschaften 2010
Die 102. Eiskunstlauf-Europameisterschaften fanden vom 18. bis 24. Januar 2010 in der Saku Suurhall in der estnischen Hauptstadt Tallinn statt.

## Bilanz

### Medaillenspiegel
| Platz | Land        | Gold | Silber | Bronze | Gesamt |
| ----- | ----------- | ---- | ------ | ------ | ------ |
| 1     | Russland    | 3    | -      | 2      | 5      |
| 2     | Italien     | 1    | 1      | -      | 2      |
| 3     | Deutschland | –    | 1      | –      | 1      |
| 3     | Finnland    | –    | 1      | –      | 1      |
| 3     | Schweiz     | –    | 1      | –      | 1      |
| 6     | Frankreich  | –    | –      | 1      | 1      |
| 6     | Georgien    | –    | –      | 1      | 1      |

### Medaillengewinner
| Konkurrenz | Gold                              | Silber                            | Bronze                            |
| ---------- | --------------------------------- | --------------------------------- | --------------------------------- |
| Herren     | Jewgeni Pljuschtschenko           | Stéphane Lambiel                  | Brian Joubert                     |
| Damen      | Carolina Kostner                  | Laura Lepistö                     | Elene Gedewanischwili             |
| Paare      | Juko Kawaguti / Alexander Smirnow | Aljona Savchenko / Robin Szolkowy | Marija Muchortowa / Maxim Trankow |
| Eistanz    | Oxana Domnina / Maxim Schabalin   | Federica Faiella / Massimo Scali  | Jana Chochlowa / Sergei Nowizki   |

## Ergebnisse
- Pkt. = Punkte
- KP = Kurzprogramm
- K = Kür
- OT = Originaltanz
- PT = Pflichttanz

### Herren

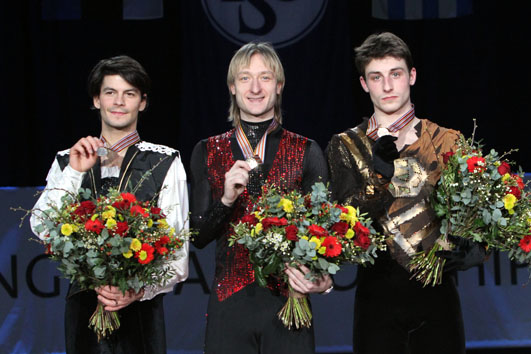
Das Herrenpodium. Von links: Stéphane Lambiel, Jewgeni Pljuschtschenko, Brian Joubert

| Platz                             | Sportler                | Land                    | Pkt.   | KP | K  |
| --------------------------------- | ----------------------- | ----------------------- | ------ | -- | -- |
| 1                                 | Jewgeni Pljuschtschenko | Russland                | 255,39 | 1  | 1  |
| 2                                 | Stéphane Lambiel        | Schweiz                 | 238,54 | 5  | 2  |
| 3                                 | Brian Joubert           | Frankreich              | 236,45 | 2  | 3  |
| 4                                 | Michal Březina          | Tschechien              | 224,74 | 4  | 5  |
| 5                                 | Samuel Contesti         | Italien                 | 221,33 | 7  | 4  |
| 6                                 | Yannick Ponsero         | Frankreich              | 219,52 | 3  | 7  |
| 7                                 | Alban Préaubert         | Frankreich              | 207,61 | 6  | 9  |
| 8                                 | Javier Fernández López  | Spanien                 | 204,83 | 13 | 6  |
| 9                                 | Stefan Lindemann        | Deutschland             | 203,95 | 9  | 8  |
| 10                                | Tomáš Verner            | Tschechien              | 203,18 | 8  | 10 |
| 11                                | Kevin van der Perren    | Belgien                 | 195,48 | 11 | 11 |
| 12                                | Adrian Schultheiss      | Schweden                | 188,79 | 12 | 13 |
| 13                                | Anton Kowalewskyj       | Ukraine                 | 186,84 | 14 | 14 |
| 14                                | Sergei Woronow          | Russland                | 185,38 | 17 | 12 |
| 15                                | Kristoffer Berntsson    | Schweden                | 183,10 | 10 | 17 |
| 16                                | Paolo Bacchini          | Italien                 | 181,42 | 16 | 15 |
| 17                                | Viktor Pfeifer          | Österreich              | 178,41 | 15 | 16 |
| 18                                | Gregor Urbas            | Slowenien               | 163,84 | 20 | 18 |
| 19                                | Zoltán Kelemen          | Rumänien                | 161,10 | 18 | 20 |
| 20                                | Jorik Hendrickx         | Belgien                 | 161,06 | 19 | 19 |
| Nicht für das Finale qualifiziert |                         |                         |        |    |    |
| 21                                | Maciej Cieplucha        | Polen                   | 056,45 | 21 |    |
| 22                                | Ari-Pekka Nurmenkari    | Finnland                | 053,55 | 22 |    |
| 23                                | Karel Zelenka           | Italien                 | 053,09 | 23 |    |
| 24                                | Peter Reitmayer         | Slowakei                | 051,35 | 24 |    |
| 25                                | Maxim Shipow            | Israel                  | 051,21 | 25 |    |
| 26                                | Boris Martinec          | Kroatien                | 050,49 | 26 |    |
| 27                                | Matthew Parr            | Vereinigtes Königreich  | 049,02 | 27 |    |
| 28                                | Damjan Ostojič          | Bosnien und Herzegowina | 047,96 | 28 |    |
| 29                                | Viktor Romanenkov       | Estland                 | 047,60 | 29 |    |
| 30                                | Alexander Kazakow       | Belarus                 | 045,97 | 30 |    |
| 31                                | Kutay Eryoldaş          | Türkei                  | 037,40 | 31 |    |
| 32                                | Boyito Mulder           | Niederlande             | 036,38 | 32 |    |
| 33                                | Márton Markó            | Ungarn                  | 035,32 | 33 |    |
| 34                                | Saulius Ambrulevičius   | Litauen                 | 034,49 | 34 |    |
| 35                                | Girts Jekabsons         | Lettland                | 032,67 | 35 |    |
| 36                                | Georgi Kentschadse      | Bulgarien               | 032,02 | 36 |    |
| 37                                | Pierre Balian           | Armenien                | 031,82 | 37 |    |
| Z                                 | Joffrey Bourdon         | Montenegro              |        |    |    |

- Z = Zurückgezogen

### Damen

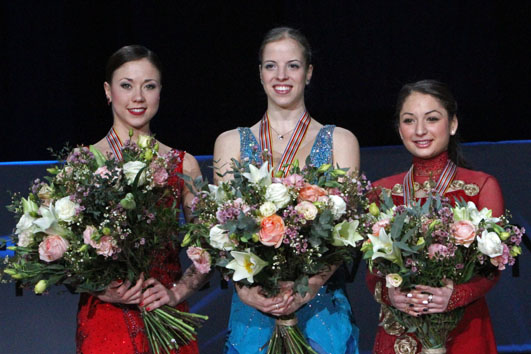
Das Damenpodium. Von links: Laura Lepistö, Carolina Kostner, Elene Gedewanischwili

| Platz                             | Sportlerin              | Land                   | Pkt.   | KP | K  |
| --------------------------------- | ----------------------- | ---------------------- | ------ | -- | -- |
| 1                                 | Carolina Kostner        | Italien                | 173,46 | 1  | 1  |
| 2                                 | Laura Lepistö           | Finnland               | 166,37 | 3  | 3  |
| 3                                 | Elene Gedewanischwili   | Georgien               | 164,54 | 4  | 2  |
| 4                                 | Kiira Korpi             | Finnland               | 163,68 | 2  | 5  |
| 5                                 | Sarah Meier             | Schweiz                | 157,44 | 8  | 4  |
| 6                                 | Júlia Sebestyén         | Ungarn                 | 156,77 | 6  | 6  |
| 7                                 | Aljona Leonowa          | Russland               | 153,57 | 5  | 7  |
| 8                                 | Valentina Marchei       | Italien                | 149,46 | 7  | 8  |
| 9                                 | Xenija Makarowa         | Russland               | 146,85 | 9  | 9  |
| 10                                | Jelena Glebova          | Estland                | 138,93 | 13 | 10 |
| 11                                | Viktoria Helgesson      | Schweden               | 137,10 | 12 | 12 |
| 12                                | Tuğba Karademir         | Türkei                 | 136,42 | 10 | 13 |
| 13                                | Oxana Gozewa            | Russland               | 135,39 | 14 | 11 |
| 14                                | Jenna McCorkell         | Vereinigtes Königreich | 128,06 | 11 | 17 |
| 15                                | Ivana Reitmayerová      | Slowakei               | 125,31 | 15 | 14 |
| 16                                | Sarah Hecken            | Deutschland            | 121,79 | 16 | 16 |
| 17                                | Sonia Lafuente          | Spanien                | 121,15 | 17 | 15 |
| 18                                | Natalia Popowa          | Ukraine                | 113,35 | 20 | 18 |
| 19                                | Teodora Poštič          | Slowenien              | 113,35 | 15 | 18 |
| Z                                 | Susanna Pöykiö          | Finnland               | 044,68 | 18 |    |
| Nicht für das Finale qualifiziert |                         |                        |        |    |    |
| 21                                | Tamar Katz              | Israel                 | 043,70 | 21 |    |
| 22                                | Katsiarina Pakhamovitch | Belarus                | 043,54 | 22 |    |
| 23                                | Karly Robertson         | Vereinigtes Königreich | 041,74 | 23 |    |
| 24                                | Shira Willner           | Deutschland            | 038,10 | 24 |    |
| 25                                | Miriam Ziegler          | Österreich             | 036,06 | 25 |    |
| 26                                | Mirna Librić            | Kroatien               | 035,74 | 26 |    |
| 27                                | Martina Boček           | Tschechien             | 035,08 | 27 |    |
| 28                                | Manouk Gijsman          | Niederlande            | 034,96 | 28 |    |
| 29                                | Erle Harstad            | Norwegen               | 034,82 | 29 |    |
| 30                                | Birce Atabey            | Türkei                 | 033,76 | 30 |    |
| 31                                | Katherine Hadford       | Ungarn                 | 032,66 | 31 |    |
| 32                                | Karina Johnson          | Dänemark               | 032,16 | 32 |    |
| 33                                | Isabelle Pieman         | Belgien                | 030,32 | 33 |    |
| 34                                | Fleur Maxwell           | Luxemburg              | 030,18 | 34 |    |
| 35                                | Beatričė Rožinskaitė    | Litauen                | 029,60 | 35 |    |
| 36                                | Clara Peters            | Irland                 | 029,42 | 36 |    |
| 37                                | Sabina Paquier          | Rumänien               | 029,38 | 37 |    |
| 38                                | Marina Seeh             | Serbien                | 029,32 | 38 |    |
| 39                                | Žanna Pugača            | Lettland               | 029,04 | 39 |    |
| 40                                | Sonia Radewa            | Bulgarien              | 026,64 | 40 |    |
| 41                                | Maria Papasotiriou      | Griechenland           | 023,02 | 41 |    |
| Z                                 | Joelle Forte            | Aserbaidschan          |        |    |    |

- Z = Zurückgezogen

### Paare

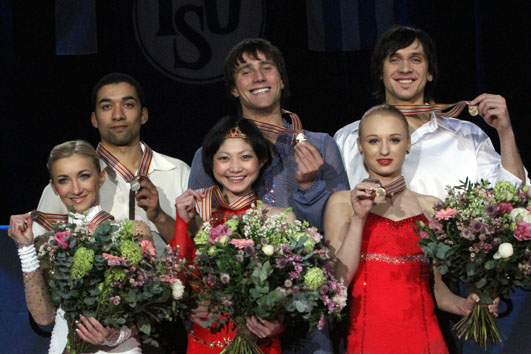
Das Paarlaufpodium. Von links: Aljona Savchenko / Robin Szolkowy, Juko Kawaguti / Alexander Smirnow, Marija Muchortowa / Maxim Trankow

| Platz                             | Sportler                                  | Land                   | Pkt.   | KP | K  |
| --------------------------------- | ----------------------------------------- | ---------------------- | ------ | -- | -- |
| 1                                 | Juko Kawaguti / Alexander Smirnow         | Russland               | 213,15 | 2  | 1  |
| 2                                 | Aljona Savchenko / Robin Szolkowy         | Deutschland            | 211,72 | 1  | 2  |
| 3                                 | Marija Muchortowa / Maxim Trankow         | Russland               | 202,03 | 3  | 3  |
| 4                                 | Tatjana Wolossoschar / Stanislaw Morosow  | Ukraine                | 187,83 | 4  | 4  |
| 5                                 | Wera Basarowa / Juri Larionow             | Russland               | 159,84 | 5  | 6  |
| 6                                 | Nicole Della Monica / Yannick Kocon       | Italien                | 156,80 | 6  | 5  |
| 7                                 | Vanessa James / Yannick Bonheur           | Frankreich             | 151,28 | 7  | 7  |
| 8                                 | Anaïs Morand / Antoine Dorsaz             | Schweiz                | 144,95 | 11 | 8  |
| 9                                 | Maylin Hausch / Daniel Wende              | Deutschland            | 142,76 | 9  | 9  |
| 10                                | Adeline Canac / Maximin Coia              | Frankreich             | 139,73 | 8  | 11 |
| 11                                | Stacey Kemp / David King                  | Vereinigtes Königreich | 137,29 | 13 | 10 |
| 12                                | Erica Risseeuw / Robert Paxton            | Vereinigtes Königreich | 130,09 | 10 | 7  |
| 13                                | Maria Sergejeva / Ilja Glebov             | Estland                | 129,46 | 12 | 13 |
| 14                                | Joanna Sulej / Mateusz Chruściński        | Polen                  | 124,79 | 10 | 15 |
| 15                                | Jessica Crenshaw / Chad Tsagris           | Griechenland           | 115,59 | 16 | 14 |
| 16                                | Nina Iwanowa / Filip Zalewski             | Bulgarien              | 106,31 | 15 | 16 |
| Nicht für das Finale qualifiziert |                                           |                        |        |    |    |
| 17                                | Lubov Bakirova / Mikalai Kamianchuk       | Belarus                | 036,18 | 17 |    |
| 18                                | Danielle Montalbano / Evgeni Krasnopolski | Israel                 | 030,90 | 18 |    |
| 19                                | Gabriela Čermanová / Martin Hanulak       | Slowakei               | 030,04 | 19 |    |
| 20                                | Victoria Hecht / Christopher Trefil       | Ungarn                 | 029,34 | 20 |    |
| Z                                 | Marika Zanforlin / Federico Degli Esposti | Italien                |        |    |    |

- Z = Zurückgezogen

### Eistanz

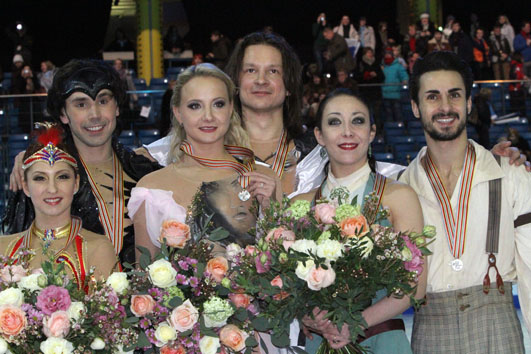
Das Eistanzpodium. Von links: Jana Chochlowa / Sergei Nowizki, Oxana Domnina / Maxim Schabalin, Federica Faiella / Massimo Scali

| Platz                             | Sportler                             | Land                   | Pkt.   | PT | OT | K  |
| --------------------------------- | ------------------------------------ | ---------------------- | ------ | -- | -- | -- |
| 1                                 | Oxana Domnina / Maxim Schabalin      | Russland               | 199,25 | 1  | 2  | 2  |
| 2                                 | Federica Faiella / Massimo Scali     | Italien                | 195,86 | 3  | 1  | 1  |
| 3                                 | Jana Chochlowa / Sergei Nowizki      | Russland               | 189,67 | 2  | 4  | 3  |
| 4                                 | Nathalie Péchalat / Fabian Bourzat   | Frankreich             | 188,51 | 5  | 3  | 4  |
| 5                                 | Sinead Kerr / John Kerr              | Vereinigtes Königreich | 184,05 | 4  | 5  | 5  |
| 6                                 | Anna Cappellini / Luca Lanotte       | Italien                | 176,10 | 6  | 9  | 6  |
| 7                                 | Alexandra Zaretski / Roman Zaretski  | Israel                 | 174,91 | 7  | 6  | 9  |
| 8                                 | Anna Zadorozhniuk / Sergei Verbillo  | Ukraine                | 171,28 | 9  | 7  | 8  |
| 9                                 | Jekaterina Bobrowa / Dmitri Solowjow | Russland               | 171,26 | 8  | 8  | 7  |
| 10                                | Nora Hoffmann / Maxim Zavozin        | Ungarn                 | 163,21 | 11 | 11 | 10 |
| 11                                | Alla Beknazarova / Vladimir Zuev     | Ukraine                | 162,82 | 10 | 10 | 12 |
| 12                                | Pernelle Carron / Lloyd Jones        | Frankreich             | 159,52 | 12 | 12 | 11 |
| 13                                | Caitlin Mallory / Kristian Rand      | Estland                | 155,93 | 15 | 15 | 13 |
| 14                                | Zoé Blanc / Pierre-Loup Bouquet      | Frankreich             | 147,56 | 17 | 13 | 14 |
| 15                                | Christina Beier / William Beier      | Deutschland            | 147,36 | 13 | 14 | 16 |
| 16                                | Penny Coomes / Nicholas Buckland     | Vereinigtes Königreich | 145,91 | 16 | 16 | 15 |
| Nicht für das Finale qualifiziert |                                      |                        |        |    |    |    |
| 17                                | Kira Geil / Dmitri Matsjuk           | Österreich             | 071,73 | 14 | 19 |    |
| 18                                | Kamila Hájková / David Vincour       | Tschechien             | 071,21 | 18 | 17 |    |
| 19                                | Allison Reed / Otar Dschaparidse     | Georgien               | 066,28 | 22 | 18 |    |
| 20                                | Nikola Višňová / Lukáš Csölley       | Slowakei               | 064,57 | 21 | 20 |    |
| 21                                | Katelyn Good / Nikolaj Sørensen      | Dänemark               | 063,13 | 20 | 21 |    |
| 22                                | Federica Testa / Christopher Mior    | Italien                | 061,88 | 19 | 24 |    |
| 23                                | Nikki Georgiadis / Graham Hockley    | Griechenland           | 059,98 | 24 | 23 |    |
| 24                                | Oxana Klimowa / Sasha Palomaki       | Finnland               | 059,85 | 25 | 22 |    |
| 25                                | Ramona Elsener / Florian Roost       | Schweiz                | 059,28 | 23 | 25 |    |
| 26                                | Lessja Waladsenkawa / Witali Wakunow | Belarus                | 050,11 | 26 | 26 |    |
| Z                                 | Virginiya Hoptman / Pavel Filchenkov | Aserbaidschan          |        |    |    |    |

- Z = Zurückgezogen